# Francesco Cuttone
Francesco Cuttone detto Mezz'etto (Ramacca, 2 febbraio 1931 – Firenze, 25 aprile 1978) è stato un fantino italiano.
Soprannominato Mezz'etto per via della sua statura non elevata, ha corso il Palio di Siena per ventotto volte, vincendo in tre occasioni.
I suoi primi due successi in Piazza del Campo rappresentano un personale "cappotto", avendo vinto i due Palii ordinari di luglio e agosto 1956, rispettivamente per Aquila ed Istrice. Mezz'etto si ripeterà sei anni dopo, il 2 luglio 1962, per la Selva.
Mezz'etto vinse inoltre il Palio di Legnano nel 1969 e nel 1970 per la Contrada Sant'Erasmo.

## Presenze al Palio di Siena
Le vittorie sono evidenziate ed indicate in neretto.
| Palio             | Contrada | Cavallo         | Note   |
| ----------------- | -------- | --------------- | ------ |
| 2 luglio 1951     | Selva    | Salomè          |        |
| 16 agosto 1951    | Selva    | Salomè          |        |
| 2 luglio 1953     | Torre    | Sarò o non sarò | scosso |
| 16 agosto 1953    | Istrice  | Dorina          |        |
| 2 luglio 1954     | Istrice  | Saturnia        |        |
| 5 settembre 1954  | Lupa     | Forletto        |        |
| 16 agosto 1955    | Lupa     | Copita          |        |
| 2 luglio 1956     | Aquila   | Archetta        |        |
| 16 agosto 1956    | Istrice  | Gaudenzia       |        |
| 2 luglio 1957     | Tartuca  | Belfiore        | scosso |
| 2 luglio 1958     | Istrice  | Urbino          |        |
| 16 agosto 1959    | Bruco    | Salomè de Mores | scosso |
| 2 luglio 1960     | Bruco    | Salomè de Mores | scosso |
| 16 agosto 1960    | Leocorno | Tanaquilla      |        |
| 4 settembre 1960  | Onda     | Zitella         |        |
| 2 luglio 1961     | Aquila   | Mistretta       |        |
| 16 agosto 1961    | Aquila   | Beatrice        |        |
| 2 luglio 1962     | Selva    | Elena de Mores  |        |
| 16 agosto 1962    | Selva    | Belinda         | scosso |
| 2 luglio 1963     | Lupa     | Belinda         | scosso |
| 16 agosto 1963    | Bruco    | Belinda         |        |
| 2 luglio 1964     | Oca      | Selvaggia       |        |
| 16 agosto 1964    | Selva    | Zanetta         |        |
| 16 agosto 1965    | Drago    | Gisella         | scosso |
| 2 luglio 1966     | Nicchio  | Gabria          | scosso |
| 17 agosto 1966    | Leocorno | Danubio         |        |
| 24 settembre 1967 | Onda     | Pasquino        |        |
| 2 luglio 1968     | Oca      | Beatrice        |        |